# كوريندون هولاندا
 كوريندون هولاندا هي شركة طيران هولندية وهي تابعة لمجموعة كوريندون المتخصصة في السياحة. ومن المقرر أن يقع مقرها الرئيسي في ليندن، هارلمرمير. وهي شركة تابعة لشركة كورندون أوروبا.

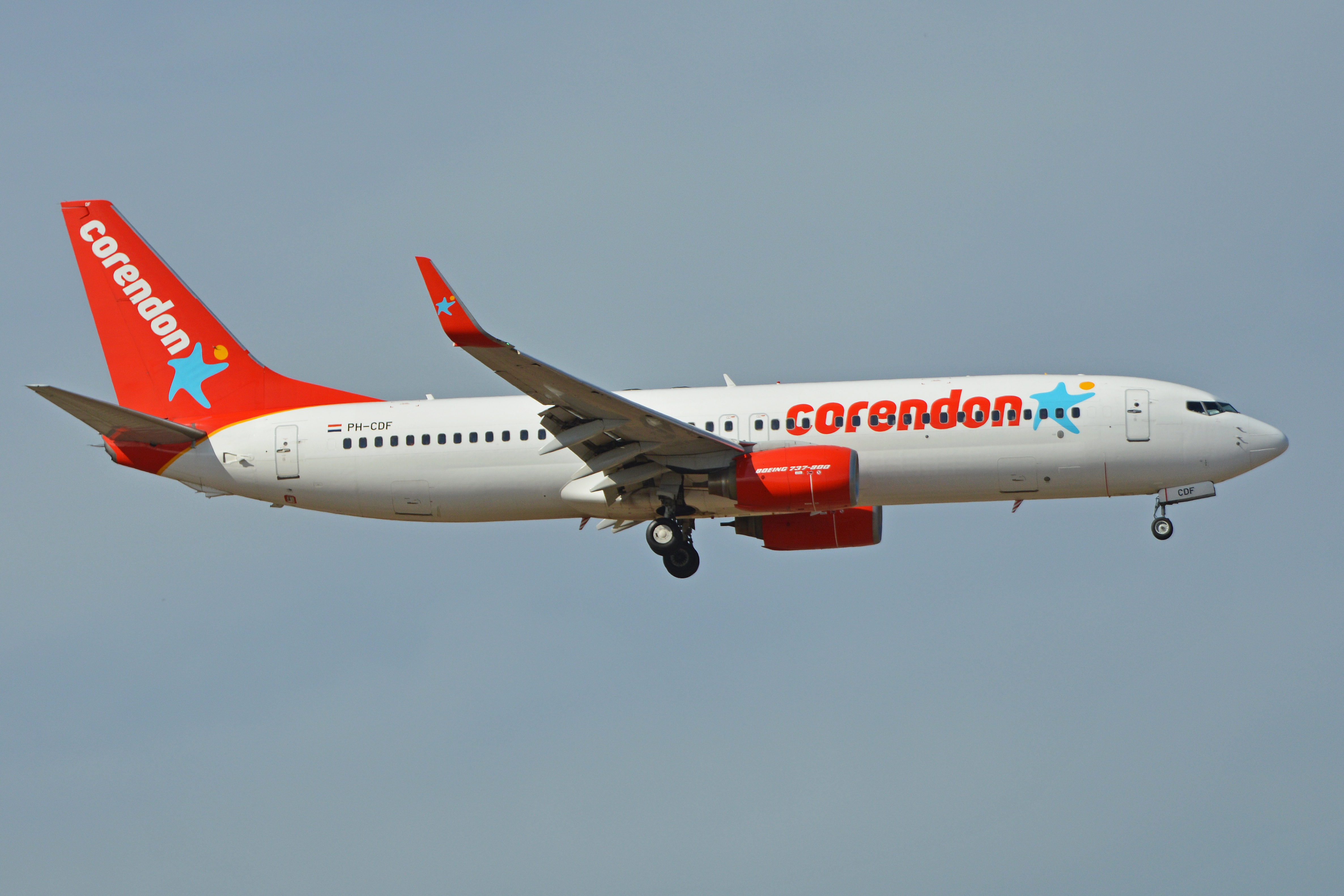
طائرة تابعة لشركة كوريندون هولاندا